# 科扎奇基 (拉諾夫齊區)
49°51′20″N 26°9′31″E / 49.85556°N 26.15861°E
科扎奇基（烏克蘭語：Козачки），是烏克蘭的村落，位於該國西部捷爾諾波爾州，由克列梅涅茨區負責管轄，始建於1825年，面積1.32平方公里，2001年人口285，人口密度每平方公里215.9人。